# Манджор (Канзас)
Манджор (англ. Munjor) — переписна місцевість (CDP) в США, в окрузі Елліс штату Канзас. Населення — 232 особи (2020).

## Географія
Манджор розташований за координатами 38°48′32″ пн. ш. 99°16′3″ зх. д. / 38.80889° пн. ш. 99.26750° зх. д. (38.808856, -99.267461).  За даними Бюро перепису населення США в 2010 році переписна місцевість мала площу 5,97 км², уся площа — суходіл.

## Демографія
Згідно з переписом 2010 року, у переписній місцевості мешкало 213 осіб у 99 домогосподарствах у складі 66 родин. Густота населення становила 36 осіб/км².  Було 112 помешкання (19/км²).
Расовий склад населення:
| - 98,1 % — білих - 1,9 % — осіб інших рас |

До двох чи більше рас належало 0,0 %. Частка іспаномовних становила 2,3 % від усіх жителів.
За віковим діапазоном населення розподілялося таким чином: 17,4 % — особи молодші 18 років, 62,9 % — особи у віці 18—64 років, 19,7 % — особи у віці 65 років та старші. Медіана віку мешканця становила 46,8 року. На 100 осіб жіночої статі у переписній місцевості припадало 100,9 чоловіків;  на 100 жінок у віці від 18 років та старших — 112,0 чоловіків також старших 18 років.
Середній дохід на одне домашнє господарство  становив 54 637 доларів США (медіана — 56 932), а середній дохід на одну сім'ю — 41 431 долар (медіана — 33 646). За межею бідності перебувало 21,2 % осіб, у тому числі 100,0 % дітей у віці до 18 років та 0,0 % осіб у віці 65 років та старших.
Цивільне працевлаштоване населення становило 91 осіб. Основні галузі зайнятості: транспорт — 19,8 %, виробництво — 17,6 %, роздрібна торгівля — 16,5 %, освіта, охорона здоров'я та соціальна допомога — 16,5 %.